# Comuna de Borów
Borów (polaco: Gmina Borów) é uma gminy (comuna) na Polónia, na voivodia de Baixa Silésia e no condado de Strzeliński. A sede do condado é a cidade de Borów.
De acordo com os censos de 2004, a comuna tem 5267 habitantes, com uma densidade 53,4 hab/km².

## Área
Estende-se por uma área de 98,66 km², incluindo:
- área agricola: 86%
- área florestal: 5%

## Demografia
Dados de 30 de Junho 2004:
|                      | Total   | Total | Mulheres | Mulheres | Homens  | Homens |
| -------------------- | ------- | ----- | -------- | -------- | ------- | ------ |
|                      | pessoas | %     | pessoas  | %        | pessoas | %      |
| População            | 5267    | 100   | 2650     | 50,3     | 2617    | 49,7   |
| Densidade (pop./km²) | 53,4    | 100   | 26,9     | 26,9     | 26,5    | 26,5   |

De acordo com dados de 2002, o rendimento médio per capita ascendia a 1309,78 zł.

## Subdivisões
- Bartoszowa, Boreczek, Borek Strzeliński, Borów, Brzezica, Brzoza, Głownin, Jaksin, Jelenin, Kazimierzów, Kępino, Kojęcin, Kręczków, Kurczów, Ludów Śląski, Mańczyce, Michałowice, Opatowice, Piotrków Borowski, Rochowice, Siemianów, Stogi, Suchowice, Świnobród, Zielenice.

## Comunas vizinhas
- Domaniów, Jordanów Śląski, Kobierzyce, Kondratowice, Strzelin, Żórawina